# Eleccions legislatives de Guinea Bissau de 1989
Les eleccions legislatives de Guinea Bissau de 1989 foren unes eleccions parlamentàries indirectes celebrades a Guinea Bissau el 15 de juny de 1989. En aquest moment, el país tenia un sistema unipartidista amb el Partit Africà per la Independència de Guinea i Cap Verd com a únic partit legal. La participació electoral va ser de 53,2%,
i al voltant el 60% dels membres de l'Assemblea van ser elegits per primera vegada. L'assemblea va reelegir João Bernardo Vieira pel càrrec de President el 19 de juny.

## Sistema electoral
L'elecció indirecta va veure com els votants elegien l'1 de juny els 473 membres de vuit consells regionals, que al seu torn va escollir als 150 membres de l'Assemblea Nacional Popular el 15 de juny. Almenys el 50% dels votants registrats van haver d'emetre el vot en un districte electoral perquè l'elecció fos vàlida. Tots els que tinguessin almenys 18 anys i amb la ciutadania de Guinea Bissau tenien dret al vot, llevat que haguessin estat desqualificats, mentre que els candidats havien de tenir almenys 21 anys.

## Resultats
| Partit                                                  | Vots    | %    | Escons |
| ------------------------------------------------------- | ------- | ---- | ------ |
| Partit Africà per la Independència de Guinea i Cap Verd | 214,201 | 95.8 | 150    |
| Contra                                                  | 9,390   | 4.2  | –      |
| Total                                                   | 223,592 | 100  | 150    |
| Votants registrats/participació                         | 420,285 | 53.2 | –      |
| Font: Nohlen et al.                                     |         |      |        |